# 丘可孫
丘可孫（？—1620年），号義軒，直隶淮安府淮安衛軍籍山陽縣人。

## 生平
萬曆四十三年（1615年）乙卯科鄉試舉人，四十四年（1616年）丙辰科進士，工部觀政，官行人司行人，四十八年卒。

## 家族
曾祖丘璪。祖丘士鳳，推官。从父丘度。